# Águas de Santa Bárbara
Águas de Santa Bárbara est une municipalité brésilienne de l'État de São Paulo et la Microrégion d'Avaré.

## Démographie
| Évolution de la population (municipalité) | Évolution de la population (municipalité) | Évolution de la population (municipalité) | Évolution de la population (municipalité) |
| Année                                     | Population                                |                                           | %±                                        |
| ----------------------------------------- | ----------------------------------------- | ----------------------------------------- | ----------------------------------------- |
| 1920                                      | 8 192                                     |                                           |                                           |
| 1940                                      | 8 446                                     |                                           | 3,1%                                      |
| 1950                                      | 5 372                                     |                                           | −36,4%                                    |
| 1960                                      | 5 078                                     |                                           | −5,5%                                     |
| 1970                                      | 4 723                                     |                                           | −7,0%                                     |
| 1980                                      | 4 632                                     |                                           | −1,9%                                     |
| 1991                                      | 6 049                                     |                                           | 30,6%                                     |
| 2000                                      | 5 224                                     |                                           | −13,6%                                    |
| 2010                                      | 5 601                                     |                                           | 7,2%                                      |
| 2022                                      | 7 177                                     |                                           | 28,1%                                     |
| ,                                         |                                           |                                           |                                           |